# فوکه-وولف اف‌و ۵۷
فوکه-وولف اف‌و ۵۷ یک هواگرد تک‌باله دو موتوره سه‌سرنشین از نوع جنگنده سنگین ساخت شرکت فوکه-وولف در آلمان بود که پیش‌نمونه آن سال ۱۹۳۶ به پرواز درآمد اما وارد مرحله تولید نشد.

## طراحی و توسعه
وزارت هوانوردی رایش سوم سال ۱۹۳۴ سفارشی برای یک جنگنده-بمب‌افکن چند منظوره تاکتیکی برای مقابله مستقیم با بمب‌افکن‌های دشمن پوشش بمب‌افکن‌های خودی و جهت جایگزینی نمونه‌های قدیمی‌تر صادر کرد. در این سفارش به‌جز تأکید بر استفاده از ساختار تمام‌فلزی و موتور دایملر-بنتس دی‌ب ۶۰۰ یا در صورت اضطرار موتور یونکرس یومو ۲۱۰، بر هیچ‌گونه ویژگی دیگری از جمله مشخصات پرواز اشاره نشده بود و شرکت‌ها در این امر مخیر شدند. فوکه-وولف اف‌و ۵۷، مسرشمیت ب‌اف ۱۱۰ و هنشل هااس ۱۲۴ طرف شرکت‌های مختلف ارائه و پذیرفته شدند. هواگردهای دیگری همچون آگ‌اُ آاُ ۲۲۵ نیز طراحی شدند که مورد توجه قرار نگرفتند.
اف‌و ۵۷ یک هواگرد تک‌باله دو موتوره تمام فلزی دم‌چرخ با پیکربندی سنتی بدون نوآوری خاص، شاسی یک‌پارچه و ارابه فرود جمع‌شونده رو به عقب درون موتور بود. استفاده از ساختار سنتی به دلیل قرار گرفتن در نسل نخست هواگردهای لوفت‌وافه و رویکرد محافظه‌کارانه به جهت نبود تجربه مشابه بود. این هواگرد نخستین هواگرد تمام‌فلزی، نخستین هواگرد با شاسی یک‌پارچه و نخستین هواگرد نظامی در شرکت فوکه-وولف به حساب می‌آمد. بال‌های اف‌و ۵۷ با ساختاری از جنس دورالومین (آلیاژی از آلومینیوم و مس) در پایین بدنه و به شکل خود اتکا ساخته شدند. خلبان، ناوبر و تیربارچی دم در یک اتاقک طولانی به شکل پشت سر هم قرار می‌گرفتند. یک مسلسل تدافعی نیز در انتهای اتاقک برای تیربارچی وجود داشت. تمام سوخت هواپیما در مخزنی در مرکز بدنه قرار گرفته بود.
ساخت سه پیش‌نمونه اف‌و ۵۷ (وی-۱ تا وی-۳) در طول سال ۱۹۳۶ به پایان رسید. با وجود تعبیه محل تسلیحات تدافعی، در هیج یک از این سه پیش‌نمونه مسلسلی در این مکان قرار داده نشده بود.
پیش‌نمونه نخست با موتور کم‌توان‌تر یومو ۲۱۰، نخستین پروازش را در ماه مه سال ۱۹۳۶ انجام داد و عملکردی بسیار ناامیدکننده داشت. این پیش‌نمونه پس از چند بار پرواز آزمایشی نهایتاً هنگام فرود اضطراری در اثر اشکال فنی در بخش موتور، منهدم شد. پیش‌نمونه‌هایی دوم و سوم با تغییراتی در بخش دم و سایر قسمت‌های هدایت هواگرد، از موتور قوی‌تر دایملر-بنتس بی‌ب ۶۰۰ استفاده کردند.
در کل این هواگرد به شدت سنگین (۶۳ درصد سنگین تر از هنشل اچ‌اس ۱۲۴) و با هدایت‌پذیری ضعیف طراحی شده بود. تنها بال‌ها بیش از پنج برابر آنچه محاسبه شده بود وزن داشتند. برخی در لوفت‌وافه دلیل این امر را چند منظوره بودن هواگرد و به‌کارگیری ادوات متفاوت جهت صورت دادن وظایف مختلف توسط آن می‌دانستند. البته بی تجربگی فوکه-وولف در طراحی هواگردهای تمام‌فلزی نیز در این مشکل دخیل بود.
وزارت هوانوردی پاییز سال ۱۹۳۶ با دست‌کشیدن از طرح پیشین به نفع نمونه ساده‌تر، ب‌اف ۱۱۰ را که مسلسل تدافعی و قابلیت بمباران در آن حذف شده بود، برای خدمت پذیرفت. اندکی پس از این تصمیم ادامه کار بر روی اف‌و ۵۷ متوقف شد و پیش‌نمونه‌های ساخته شده اوراق شدند.

## مشخصات فنی (پیش‌نمونه نخست)
مشخصات عمومی

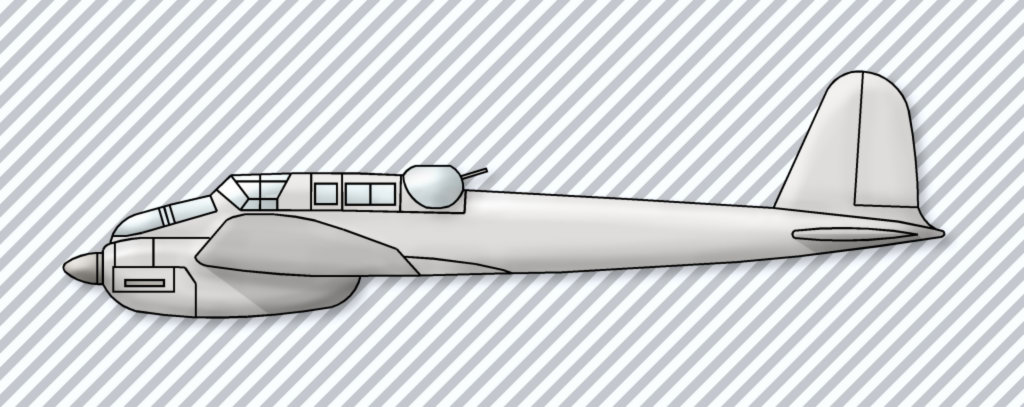

- خدمه: ۳ نفر (خلبان، ناوبر/هدف‌گیر بمب[۶]/رادیوچی[۵] و تیربارچی)
- طول: ۱۶٫۴ متر
- طول بال: ۲۵ متر
- ارتفاع: ۴٫۱ متر
- مساحت بال: ۷۳٫۵ متر مربع
- وزن خالی: ۶٬۸۱۴ کیلوگرم
- وزن ناخالص: ۸٬۳۱۷ کیلوگرم
- نیرومحرکه: ۲ × موتور پیستونی ۱۲ سیلندر دایملر-بنتس دی‌ب ۶۰۰آ خنک شونده با آب: هر یک ۹۱۰ اسب بخار (۶۷۹ کیلووات)
- ملخ: سه‌تیغه فلزی[۱] با زاویه تنظیم شونده

عملکرد
- حداکثر سرعت: ۳۶۳ کیلومتر بر ساعت در نزدیکی سطح زمین،[۳] ۴۰۴ کیلومتر بر ساعت در ۳٬۰۰۰ متری
- سرعت فرود: ۱۱۰ کیلومتر بر ساعت (برآورد با موتور دی‌بی ۶۰۰)[۷]
- پایاسیر: ۳۱۷ کیلومتر بر ساعت در نزدیکی سطح زمین،[۳]۳۷۴ کیلومتر بر ساعت در ارتفاع بالا
- برد: ۱۵۵۰ کیلومتر[۴]
- حداکثر زمان پرواز: ۵ ساعت[۷]
- سقف پرواز: ۹٬۱۰۰ متر

تسلیحات
- ۳ × توپ خودکار ۲۰ میلی‌متری ام‌گه اف‌اف (۲ قبضه متحرک در دماغه کنترل‌شونده توسط ناوبر/هدف‌گیر بمب[۶] و یک قبضه متحرک در سقف قسمت انتهایی اتاقک کنترل‌شونده به شکل الکتریکی توسط تیربارچی)
- ۶ × بمب ۱۰۰ کیلوگرمی[۱]